# Walter Regulus

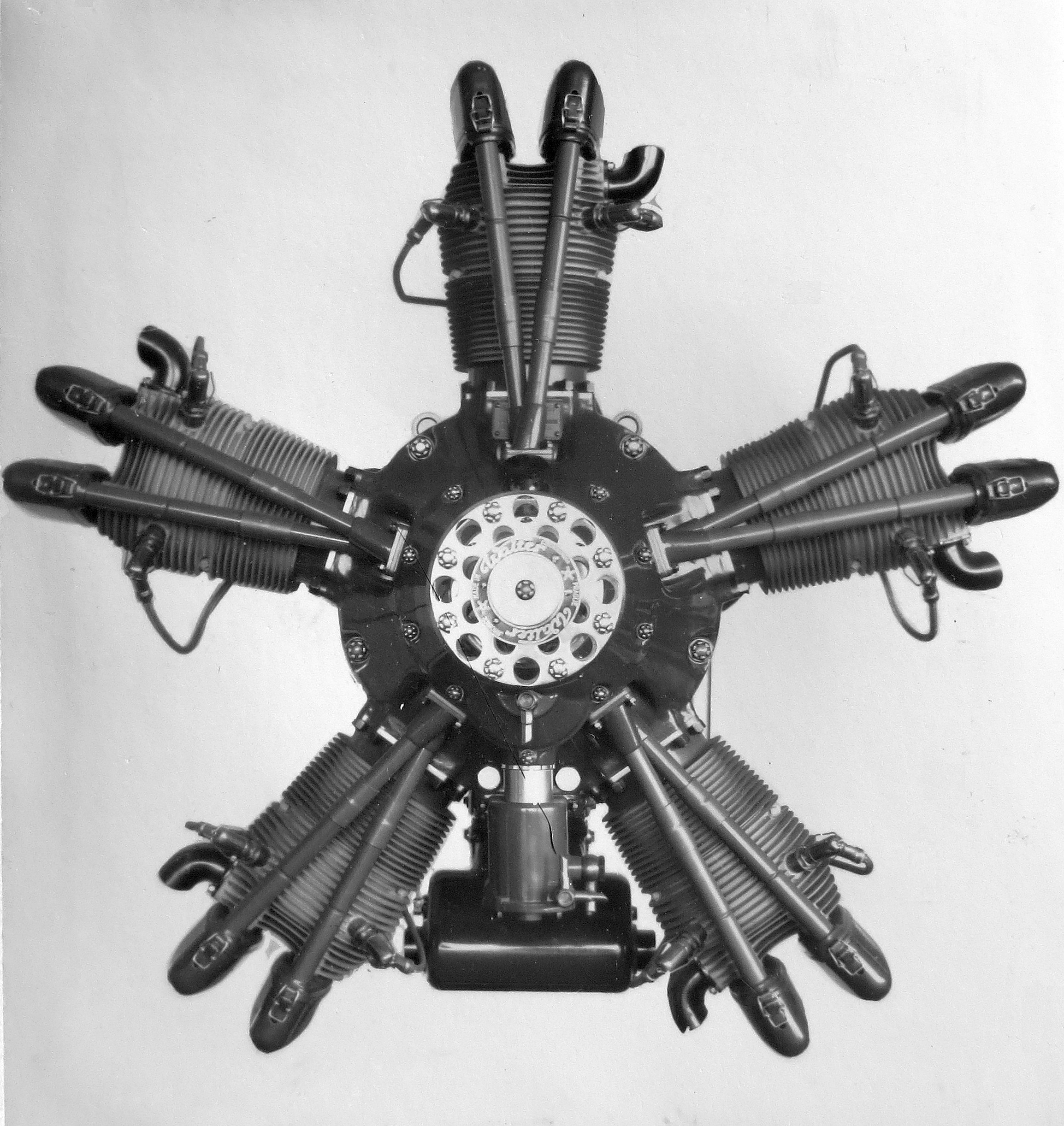
Walter Regulus (1930)

Walter Regulus, Walter Regulus II a Walter Regulus III (II-R) byly československé pětiválcové zážehové vzduchem chlazené hvězdicové motory. Walter Regulus byl vyvinut počátkem 30. let 20. století a byl vyráběn Akciovou společností Walter, továrnou na automobily a letecké motory v Praze-Jinonicích. Dočkal se dalších modernizací na verzi Regulus II (1934) a Regulus III (1935). Walter Regulus je vystaven v expozici Leteckého muzea ve Kbelích.

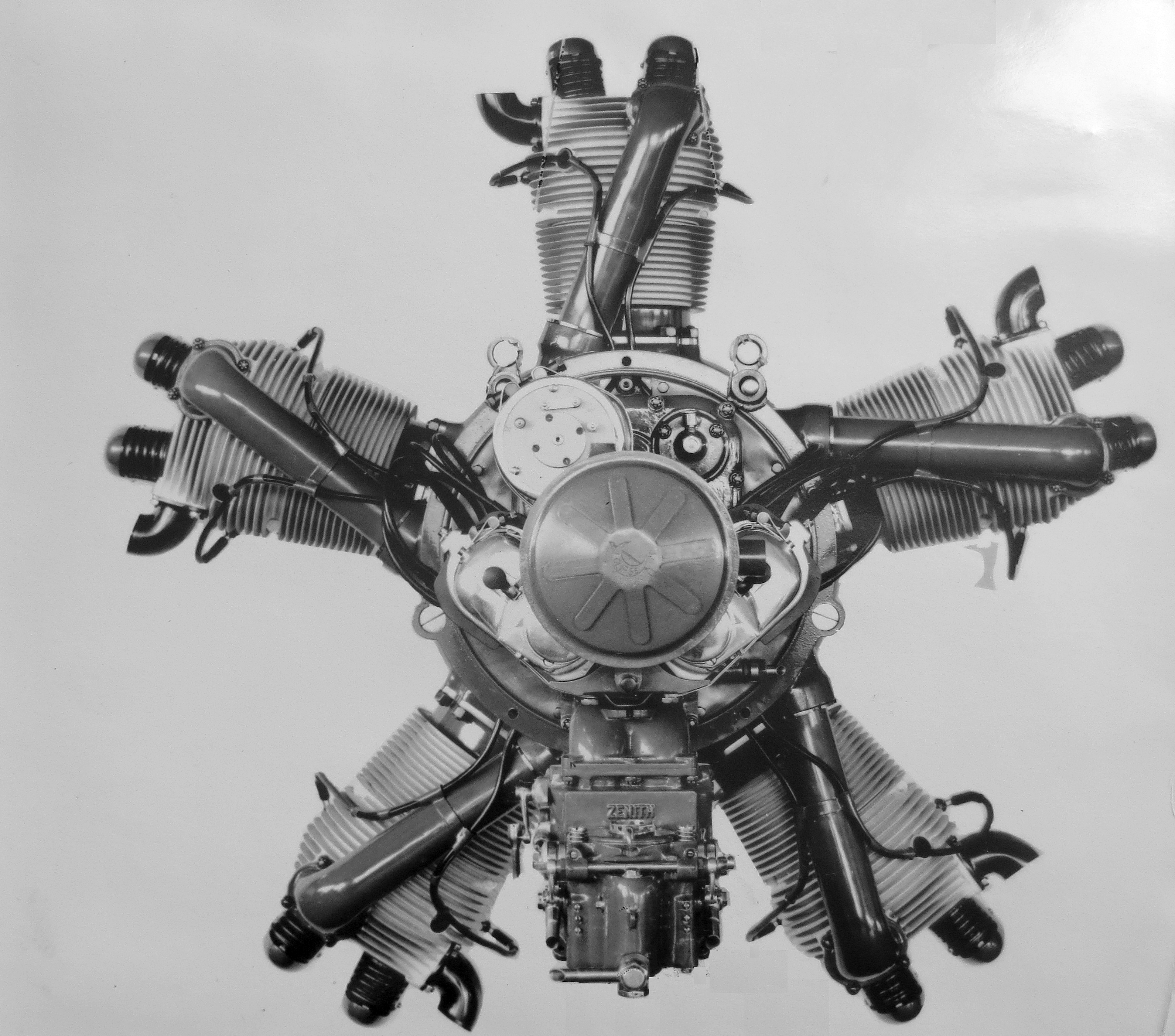
Walter Regulus (1930), zadní pohled

## Vznik a vývoj
Konstrukční oddělení továrny Walter v čele s hlavním konstruktérem ing. Františkem Adolfem Barvitiusem představilo novou výkonovou řadu hvězdicových motorů v roce 1928. Prvním motorem byl Walter Castor, sedmiválcový motor z nové řady pístových hvězdicových motorů o vrtání 135 mm. Počátkem roku 1931 byl představen veřejnosti nový motor Regulus odvozený z motoru Castor II. Homologační zkouška však byla odjeta už v září 1930. O mezinárodní představení tohoto motoru se postarala účast továrny Walter v květnu 1931 na letecké výstavě ILIS ve švédském Stockholmu. Stánek firmy Walter s vystavenými motory Vega, Venus, Mars, Regulus, Castor a Atlas si prohlédl i švédský král Gustav V.
V případě Walter Regulus se jednalo o pětiválcový, hvězdicový vzduchem chlazený motor (5H). Hvězdicové pětiválce továrna Walter již vyráběla v letech 1923–1932, jednalo se o Walter NZ-60 a Walter Vega. I Regulus se dočkal jako jeho bratři Castor (7H) a Pollux (9H) pozdějších modernizací. O rok později (1931) byl dokončen vývoj pětiválce Walter Regulus II a Walter Regulus III s reduktorem (též označovaný jako Regulus II-R).
Motory Regulus oproti Castorům a Polluxům měly zkrácený zdvih ze 170 mm na 160 mm. Podle katalogu výrobce byly tyto motory určeny pro sportovní, cestovní, dopravní a poštovní letouny a také pro vojenské cvičné, pozorovací a kurýrní letouny. Motory řady Regulus se u československých letounů neuplatnily, a i proto nemají tyto motory ve výrobní řadě 5H s vrtáním válců 135 mm pokračování.
Počty vyrobených motorů Walter Regulus nejsou v oficiálních pramenech uváděny.

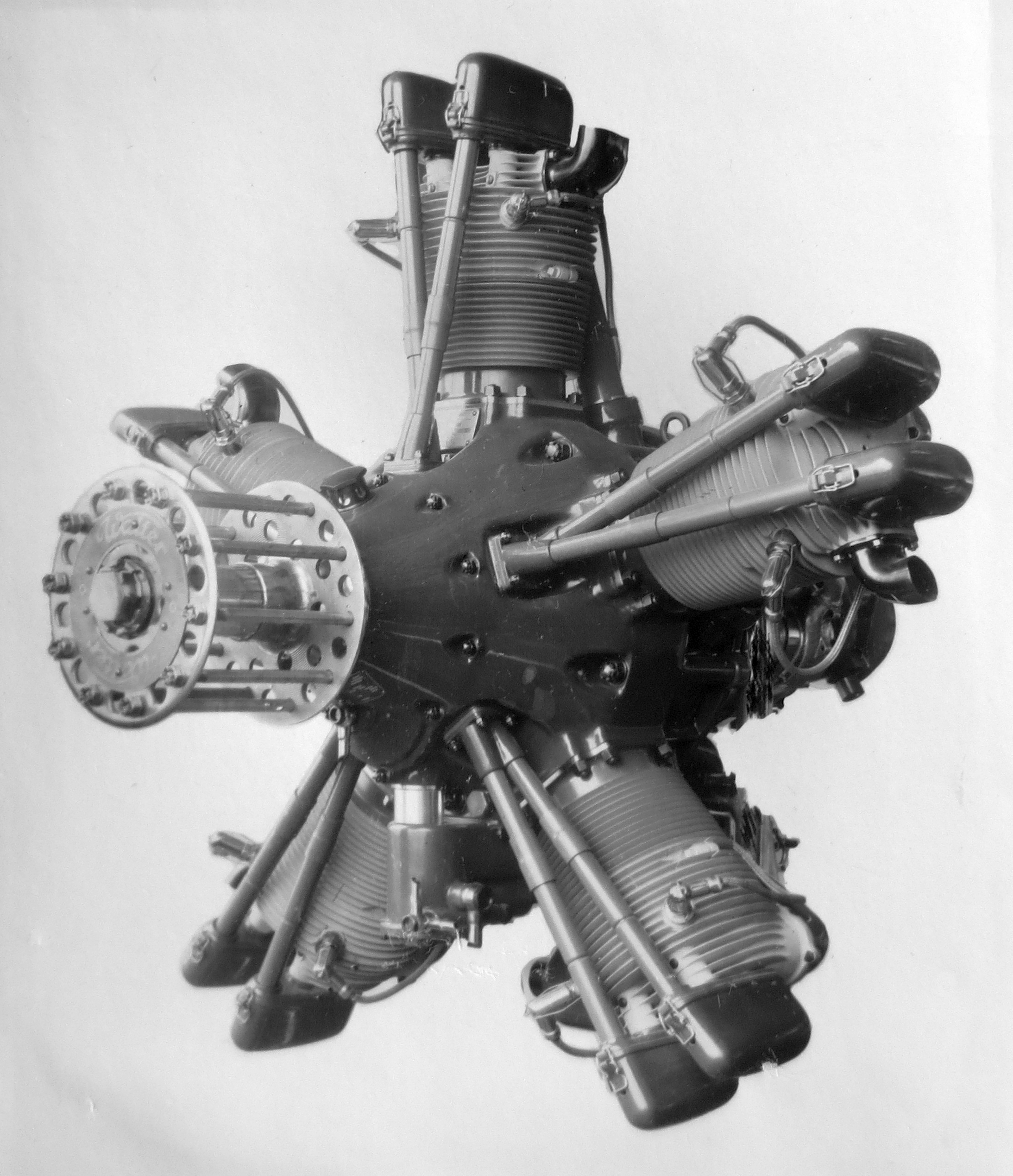
Walter Regulus II (1934)

## Použití
Je známa pouze jedna aplikace tohoto motoru. Dvoumístný dvouplošník Marinens Flyvebaatfabrikk M.F.8 (letoun známý také jako Høver M.F.8, po konstruktéru Johanu E. Høverovi, který jej navrhl) byl vojenský výcvikový hydroplán postavený v Norsku ve dvacátých letech minulého století. V roce 1932 norský výrobce námořních hydroplánů Marinens Flyvebaatfabrikk musel najít náhradu za motory Mercedes (typ s tímto motorem označený jako M.F.8Bs), pro které se velmi obtížně zajišťovaly náhradní díly. Byl zkoušen motor Bristol Lucifer (zapůjčený od norského výrobce vojenských letadel Kjeller Aircraft Factory) a také motor Walter Regulus II. Oba motory byly testovány v Hortenu. Přesto se oba motory ukázaly jako příliš nákladné na financování. Motor Walter Regulus II měl při zkouškách v Hortenu dobrý výkon, proto jich bylo několik zakoupeno. V roce 1937 byla všechna letadla vybavena hvězdicovým motorem Walter Regulus II (185 k). Letadla byla velmi robustní a byla v provozu až do německého útoku na Norsko 9. dubna 1940. Některá z letadel dosáhla více než 1500 letových hodin. Továrna Walter však přestala tyto motory koncem 30. let 20. století vyrábět. Následně byly používány motory Armstrong Siddeley Cheetah IIA, které byly nalezeny v britských nadbytečných zásobách a byly zakoupeny za 500 norských korun za kus. Pravděpodobně od zimy 1940 byl tento motor nahrazován americkým motorem Jacobs L-4M Radial (Jacobs Aircraft Engine Co.)
Ministerstvo veřejných prací se v roce 1932 rozhodlo podporovat dotacemi výrobu prototypů letadel pro druhou tuzemskou společnost (mimo ČSA), kterou byla Československá letecká společnost (ČLS). Prvním tímto případem byla podpora 700 tisíc Kč stavby prototypu letounu Avia 51 opatřeného třemi motory Walter Regulus II a stavba prototypu měla probíhat pod státním dozorem. Prototyp konstruovaný jako samonosný hornokřídlý jednoplošník měl mít rozpětí křídel 18,2 m, délku trupu 12 m a výšku 4,2 m. S plochou křídel 37,5 m² měl mít cestovní rychlost 220 km/h a akční rádius 800 km. Mimo dvoučlenné posádky měl mít místa pro 5 cestujících, zavazadla a poštu. Tato "státní" snaha o instalaci motorů Regulus se však nenaplnila, protože Avia prosadila (v nápadné shodě s ČLS) změnu projektu a instalaci svých motorů Avia Rk-12 (147 kW/200 k) tzn. s výkonem přibližně o 15% nižším. Po této úpravě projektu Ministerstvo veřejných prací o tyto letouny s upravenými rozměry ztratilo zájem. Otázkou ovšem zůstává, zdali šlo o svobodné rozhodnutí managementu Avie a konstruktéra ing. dr. Roberta Nebesáře, anebo zde zapůsobily jiné okolnosti. Jak Avia, tak ČLS totiž patřily do jednoho koncernu, Škoda. Byly celkem postaveny 3 prototypy, ale stroje zcela zklamaly a do trvalého provozu u ČLS nikdy nepřišly. Řešení bylo nakonec nalezeno v možnosti jejich odprodeje počátkem roku 1938 do republikánského Španělska, které zoufale požadovalo jakoukoliv leteckou techniku.

## Použití v letadlech
Marinens Flyvebaatfabrikk M.F.8 (Navy Flying Boat Factory MF8, resp. Høver MF.8)

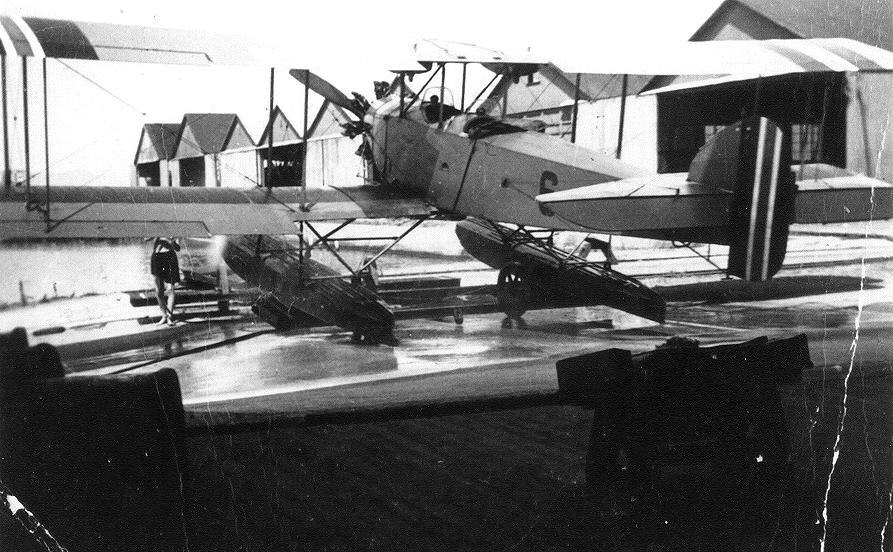
Walter Regulus na letounu Marinens Flyvebaatfabrikk M.F.8

## Specifikace

### Technické údaje, součásti motoru, výkony
- Typ: čtyřdobý zážehový vzduchem chlazený hvězdicový letecký pětiválec[11][12]
- Počet válců: 5
- Celková plocha pístů: 715,7 cm²
- Rozvod: OHV, dvouventilový
- Mazání: tlakové oběžné, se suchou klikovou skříní
- Pohon: dvoulistá dřevěná vrtule
- Chlazení: vzduchové
- Karburátor: Stromberg NAR 62

| Označení motoru                      | Walter Regulus                         | Walter Regulus II                      | Walter Regulus III (II-R)              |
| ------------------------------------ | -------------------------------------- | -------------------------------------- | -------------------------------------- |
| Výroba od                            | 1931                                   | 1934                                   | 1935                                   |
| Vrtání                               | 135 mm                                 | 135 mm                                 | 135 mm                                 |
| Zdvih                                | 160 mm                                 | 160 mm                                 | 160 mm                                 |
| Vnější průměr motoru                 | 1 215 mm                               | 1 215 mm                               | 1 215 mm                               |
| Zdvihový objem motoru                | 11 451 cm³                             | 11 451 cm³                             | 11 451 cm³                             |
| Kompresní poměr:                     | 5,7:1                                  | 5,8:1                                  | 5,8:1                                  |
| Jmenovitý výkon                      | 136,067 kW / 185 k při 1800 ot/min     | 136,067 kW / 185 k při 1800 ot/min     | 154,455 kW / 210 k při 2100 ot/min     |
| Vzletový výkon                       | 169,165 kW / 230 k při 1900 ot/min     | 169,165 kW / 230 k při 1950 ot/min     | 198,585 kW / 270 k při 2300 ot/min     |
| Nominální výkon v nominální výšce H  | 143,422 kW / 195 k při 2070 ot/min     | 143,422 kW / 195 k při 2070 ot/min     | 164,752 kW / 224 k při 2100 ot/min     |
| Maximální výkon v nominální výšce H  | 150,042 kW / 204 k při 2250 ot/min     | 150,042 kW / 204 k při 2300 ot/min     | 176,520 kW / 240 k při 2250 ot/min     |
| Nominální výška H                    | 1 000 m                                | 1 000 m                                | 1 000 m                                |
| Hmotnost suchého motoru              | 210 kg                                 | 210 kg                                 | 210 kg                                 |
| Poměr jmenovitého výkonu k hmotnosti | 0,65 kW/kg                             | 0,65 kW/kg                             | 0,75 kW/kg                             |
| Poměr jmenovitého výkonu k objemu    | 14,78 kW·l−1 / 20,1 k·l−1              | 14,78 kW·l−1 / 20,1 k·l−1              | 17,36 kW·l−1 / 23,6 k·l−1              |
| Spotřeba paliva:                     | 320 g·h−1·kW−1 / 235 g·h−1·k−1         | 313–340 g·h−1·kW−1 / 230–250 g·h−1·k−1 | 327–354 g·h−1·kW−1 / 240–260 g·h−1·k−1 |
| Spotřeba oleje:                      | 16,3–27,2 g·kW−1·h−1 / 12–20 g·k−1·h−1 | 16,3–27,2 g·kW−1·h−1 / 12–20 g·k−1·h−1 | 16,3–27,2 g·kW−1·h−1 / 12–20 g·k−1·h−1 |
| Předepsané palivo:                   | oktanové číslo min. 75                 | oktanové číslo min. 75                 | oktanové číslo min. 80                 |